# SpVgg EGC Wirges
Spielvereinigung Eintracht Glas-Chemie Wirges é uma agremiação esportiva alemã, fundada a 1 de julho de 1972, sediada em Wirges, na Renânia-Palatinado.

## História
O clube foi criado no início da década de 1970 a partir da fusão do Sport Club Wirges, em 1924, e Rot-Weiß Sportverein Keramchemie Siershahn, em 1921, e Ebernhahn Sportverein, em 1949.
No decorrer do final dos anos 1970 e início de 1980 o time fez aparições na terceira divisão, a Amateurliga Rheinland e Amateur Oberliga Südwest pelas quais fez campanhas discretas. O SpVgg EGC também fez aparições na rodada de abertura da DFB-Pokal, a Copa da Alemanha, em 1978 e 1979.
Já nos anos 1980 e 1990 a equipe sempre atuou nas divisões inferiores, se destacando por sua sua campanha na DFB-Pokal, na qual foi terceiro colocado em 1991. O clube chegou à Oberliga Südwest, em 1994, por duas temporadas, e retornou mais uma vez a essa divisão, em 1998, participando dela desde então. Nesse ínterim, a equipe também fez outra aparição na DFB-Pokal, em 2003.

## Títulos
- Verbandsliga Rheinland (V) Campeão: 1983, 1987, 1998;
- Rhineland Cup Vencedor: 1991, 2003;

## Cronologia recente
| Temporada | Divisão               | Posição |
| 1999–2000 | Oberliga Südwest (IV) | 5°      |
| 2000–01   | Oberliga Südwest      | 6°      |
| 2001–02   | Oberliga Südwest      | 5°      |
| 2002–03   | Oberliga Südwest      | 8°      |
| 2003–04   | Oberliga Südwest      | 7°      |
| 2004–05   | Oberliga Südwest      | 15°     |
| 2005–06   | Oberliga Südwest      | 10°     |
| 2006–07   | Oberliga Südwest      | 7°      |
| 2007–08   | Oberliga Südwest      | 8°      |
| 2008–09   | Oberliga Südwest (V)  | 6°      |
| 2009–10   | Oberliga Südwest      | 16°     |
| 2010–11   | Oberliga Südwest      | 11°     |
| 2011–12   | Oberliga Südwest      | 10°     |